# Giovanni Palladino
Giovanni Palladino (Napoli, 5 luglio 1974) è un politico italiano.

## Biografia
Già esponente del Partito Popolare Italiano, de La Margherita e del Partito Democratico; alle elezioni amministrative del 2001 viene eletto Consigliere municipale a Napoli, nel quartiere Piscinola.
Alle elezioni amministrative del 2006 a Napoli viene eletto consigliere comunale nelle liste de La Margherita. Si ricandida anche nel 2011, ma non viene rieletto.
Nel 2012 abbandona il PD ed aderisce a Scelta Civica del Premier uscente Mario Monti.

### Elezione a deputato
Alle elezioni politiche del 2013 è candidato alla Camera dei Deputati, nella circoscrizione Campania 1, tra le liste di Scelta Civica (in terza posizione), risultando il primo dei non eletti.
Il 27 luglio 2015, in seguito alle dimissioni di Luciano Cimmino dalla carica di parlamentare, viene eletto deputato della XVII Legislatura.
A luglio 2016 è tra coloro i quali si schiera contro la fusione di Scelta Civica con Alleanza Liberalpopolare-Autonomie (ALA) di Denis Verdini, pertanto abbandona il partito assieme ad altri 14 deputati e dà vita al gruppo parlamentare Civici e Innovatori.

### Ritorno nel PD e adesione a Italia Viva
Dopo aver annunciato il proprio sostegno a Matteo Renzi in occasione delle elezioni primarie del PD del 30 aprile 2017, il 16 giugno 2017 abbandona il gruppo parlamentare Civici e Innovatori ed aderisce ufficialmente al Partito Democratico, di cui già faceva parte fino al 2012.
Ricandidato nel 2018, non è più rieletto.
A seguito della scissione del PD da parte del gruppo dei parlamentari renziani, il 17 settembre 2019 aderisce a Italia Viva, il partito fondato da Matteo Renzi di stampo liberale e centrista.